# Eugenia flavoviridis
Eugenia flavoviridis är en myrtenväxtart som beskrevs av Cyrus Longworth Lundell. Eugenia flavoviridis ingår i släktet Eugenia och familjen myrtenväxter. Inga underarter finns listade i Catalogue of Life.